# ماشین گرام

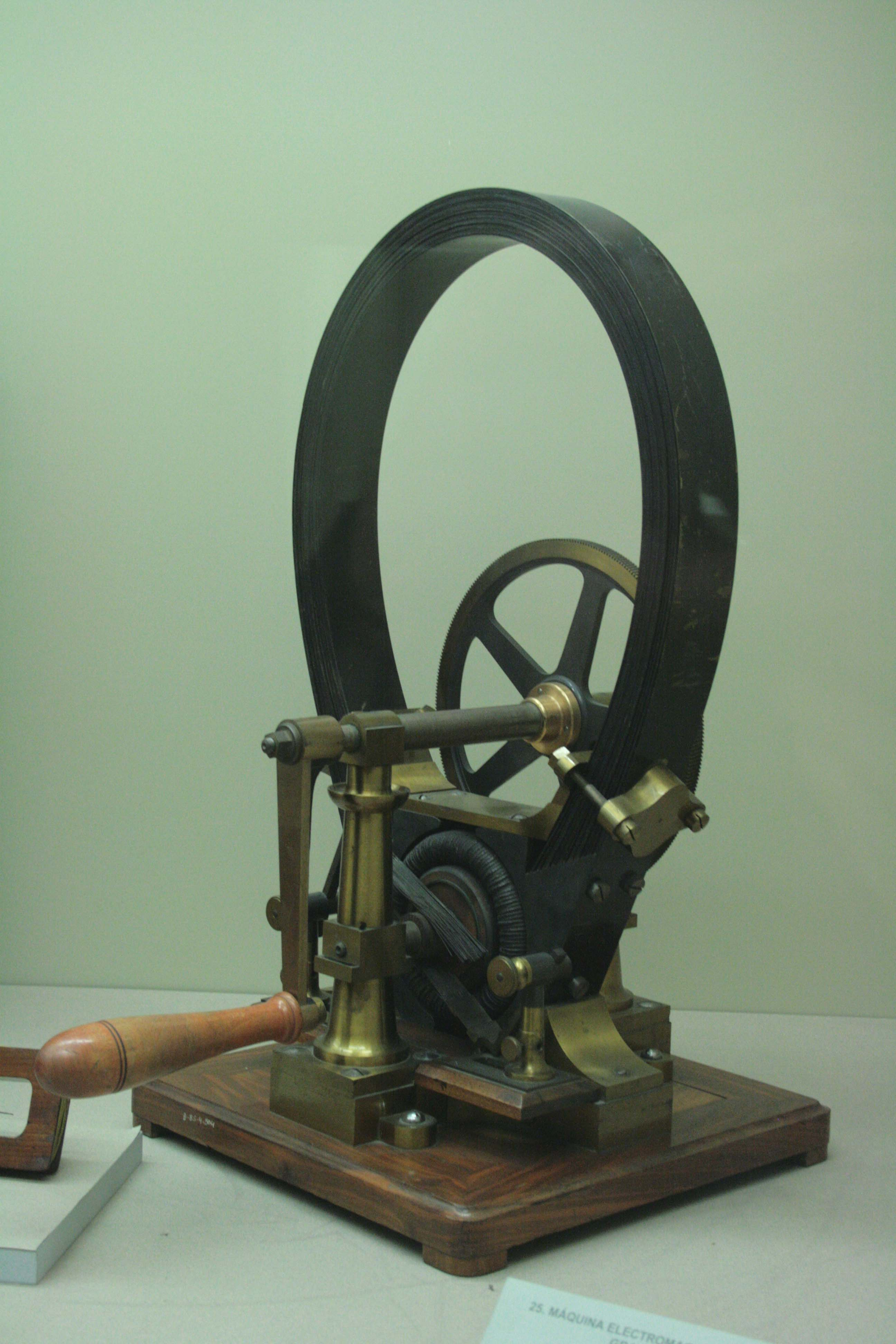
یک آهنربا یا ماشین گرام.

ماشین گرام, حلقهء گرام, آهنربای گرام, یا دینام گرام یک مولد الکتریکی است که جریان مستقیم تولید می کند و نام آن از مخترع بلژیکی اش زنوب گرام گرفته شده است.. 

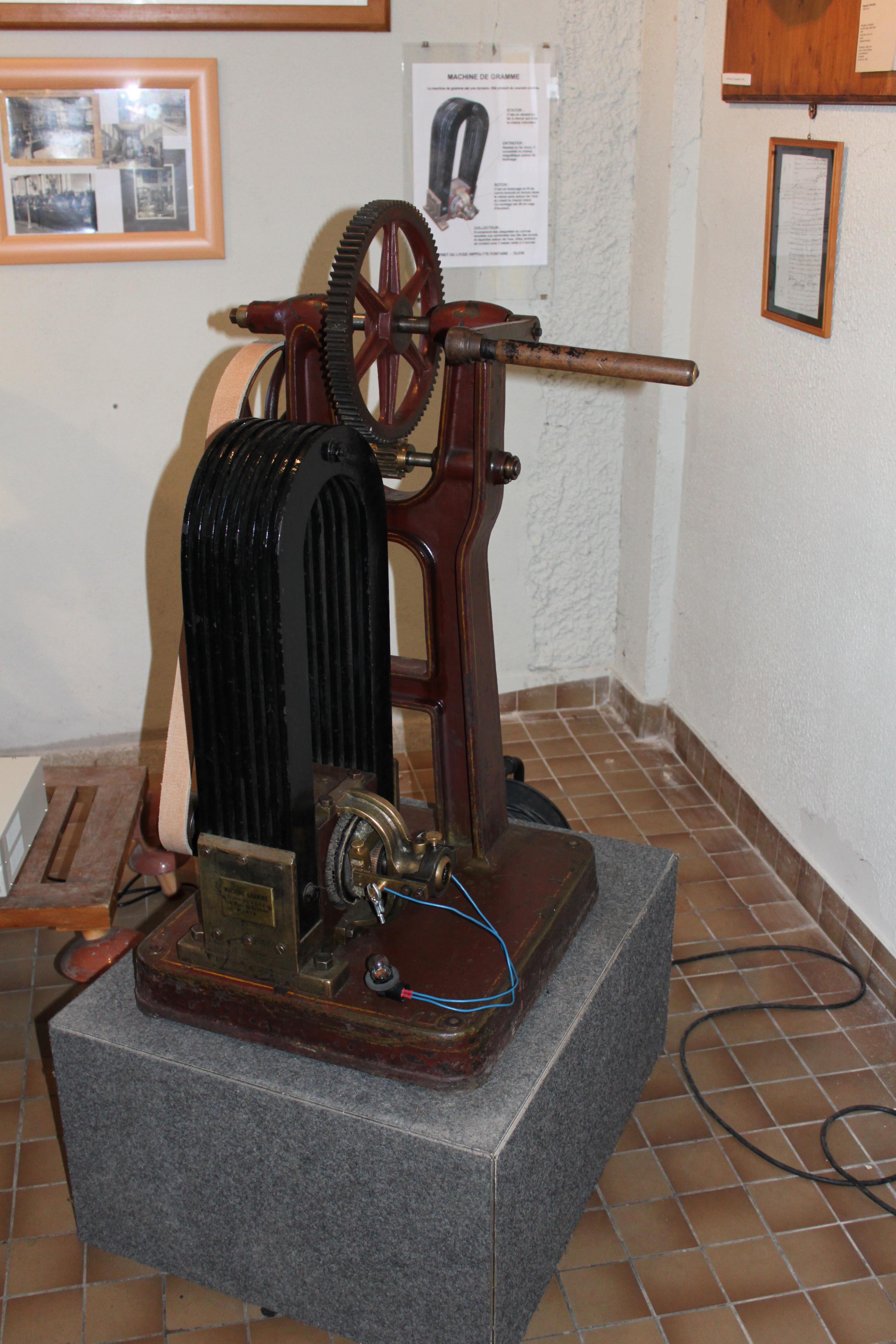
ماشین گرام